# Elezioni parlamentari in Corea del Sud del 2020
Le elezioni parlamentari in Corea del Sud del 2020 si sono tenute il 15 aprile per il rinnovo dell'Assemblea nazionale.

## Risultati
| Liste                                             | Riepilogo nazionale | Riepilogo nazionale | Riepilogo nazionale | Seggi   | Seggi  |
| Liste                                             | Voti                | %                   | Seggi               | Collegi | Totale |
| ------------------------------------------------- | ------------------- | ------------------- | ------------------- | ------- | ------ |
| Partito Democratico di Corea                      | 9.307.112           | 33,36               | 17                  | 163     | 180    |
| Partito Unito del Futuro                          | 9.441.520           | 33,84               | 19                  | 84      | 103    |
| Partito della Giustizia                           | 2.697.956           | 9,67                | 5                   | 1       | 6      |
| Partito del Popolo                                | 1.896.719           | 6,80                | 3                   | -       | 3      |
| Partito Democratico Aperto                        | 1.512.763           | 5,42                | 3                   | -       | 3      |
| Partito per i Mezzi di Sussistenza del Popolo     | 758.778             | 2,72                | -                   | -       | -      |
| Partito della Libertà Cristiana dell'Unificazione | 513.159             | 1,84                | -                   | -       | -      |
| Partito Popolare                                  | 295.612             | 1,06                | -                   | -       | -      |
| Partito Repubblicano Nostro                       | 208.719             | 0,75                | -                   | -       | -      |
| Partito delle Donne                               | 208.697             | 0,75                | -                   | -       | -      |
| Partito Rivoluzionario Nazionale dei Dividendi    | 200.657             | 0,72                | -                   | -       | -      |
| Nuovo Partito Pro-Park                            | 142.747             | 0,51                | -                   | -       | -      |
| Alba della Libertà                                | 101.819             | 0,36                | -                   | -       | -      |
| Altri <100.000 voti                               | 613.606             | 2,20                | -                   | -       | -      |
| Indipendenti                                      | -                   | -                   | -                   | 5       | 5      |
| Totale                                            | 27.899.864          |                     | 47                  | 253     | 300    |